# Scatopse atrata
Scatopse atrata är en tvåvingeart som först beskrevs av Thomas Say 1824.  Scatopse atrata ingår i släktet Scatopse och familjen dyngmyggor.
Artens utbredningsområde är Pennsylvania. Inga underarter finns listade i Catalogue of Life.